# Tony Marchant (cyclisme)
Pour les articles homonymes, voir Tony Marchant.
Anthony Jones Marchant, dit Tony Marchant (né le 28 août 1937 à Chelsea (en)) est un coureur cycliste sur piste australien, médaillé d'or en tandem aux Jeux olympiques de 1956 à Melbourne, avec Ian Browne.

## Biographie

### Jeunesse et débuts en cyclisme
Tony Marchant naît à Chelsea (en), dans l'État de Victoria. Son père, membre de la Royal Australian Navy devenu directeur de banque meurt pendant son enfance, laissant sa mère élever seule leurs quatre filles et quatre garçons. Intéressé par le sport et en particulier par la boxe, Tony Marchant gagne le championnat scolaire de boxe au St Bede's Christian Brothers College. Pendant son adolescence, il dispute 25 combats au Chelsea Youth Club.
Influencé par trois de ses amis, il se tourne vers le cyclisme en 1953, à 16 ans. Il gagne de l'argent en vendant des fleurs et en distribuant des journaux pour se payer un vélo demi-course. Plus tard, son premier entraîneur Merv Norton lui offre un vrai vélo de course.
Marchant débute au Chelsea Amateur Cycling Club, où il est entraîné par Merv Norton et Maurie Cramer. Il gagne en notoriété en remportant le 500 mètres lors des championnats de Victoria juniors en 1955, dans sa deuxième année de pratique en compétition. Il remporte ensuite les titres de champion d'Australie junior du 500 m et des 5 miles. Il est également deuxième en vitesse.
Marchant commence à faire équipe avec Ian Browne au début de l'année 1956, dix mois avant les Jeux olympiques de Melbourne. Browne le choisit pour la vitesse qu'il a démontrée en 1955. Ils forment une paire contrastée : Marchant est petit (1,70 m (5′ 7″) pour 65 kg) tandis qu'avec 186 cm pour 86 kg, Browne est exceptionnellement grand pour un cycliste. Ils remportent l'épreuve des 2 000 mètres en tandem aux championnats d'Australie en 1956. À l'approche des Jeux olympiques de Melbourne, personne, eux-mêmes inclus, ne les considère toutefois comme une chance de médaille réaliste. Cependant, leur mentor, l'ancien champion Billy Guyatt les convainc qu'ils ont le potentiel pour évoluer au niveau international.
Leur programme d'entraînement consiste en un entraînement individuel deux ou trois fois par semaine et deux jours par semaine en tandem au cours de l'année olympique. Le principal rôle tactique de Marchant est de surveiller les éventuelles attaques à l'extérieur, tandis que Browne contrôle l'intérieur. Marchant met au point un système de signalisation, comme un coup de tête sur la hanche de Browne, ou un cri en cas de mouvement d'une paire adverse.

### Victoire olympique
Dix nations sont inscrites au tournoi de tandem. Dans le premier tour, Browne et Marchant sont opposés à l'Allemagne et l'Afrique du Sud, qui aligne Tom Shardelow et Ray Robinson, médaillés d'argent des Jeux olympiques d'été de 1952 à Helsinki,. Les Australiens se portent en tête trop tôt et mènent à la sonnerie de la cloche au début du dernier tour. Ils sont dépassés bien avant la ligne d'arrivée, après avoir faibli dans la dernière ligne droite. Browne et Marchant ont une chance de se qualifier au tour de repêchage, plus tard dans la même journée. Ils mènent les trois quarts de la distance, mais sont dépassés par leurs adversaires tchécoslovaques dans les derniers mètres et sont défaits à la photo-finish. Cela aurait dû signifier leur élimination. Cependant, le repêchage entre l'Union soviétique et les Allemands donne lieu à une chute des deux équipes. Aucune ne termine la course, et les Soviétiques sont hospitalisés. Les commissaires de course décident que les Allemands, blessés, doivent disputer un nouveau repêchage contre les perdants des repêchages précédents pour se qualifier,, offrant un sursis aux États-Unis et aux Australiens,.
Les Australiens saisissent leur chance et battent leur meilleur temps jusque-là jour de 11 secondes. Pour avoir été battus à deux reprises après avoir mené la course, les Australiens restent cette fois en retrait avant de dépasser les Allemands et les Américains dans le dernier tour. L'Australie est de nouveau opposée en quart de finale à l'Afrique du Sud, qui les avait vaincus facilement dans les manches de qualification. Cette fois, ils égalent l'équipe la plus rapide de la compétition dans les 200 derniers mètres, avec un temps de 10,8 secondes, pour se qualifier en demi-finale. Ils y affrontent l'Italie. Giuseppe Ogna et Cesare Pinarello semblent contrôler au début du dernier tour. Ils se sont placés aux côtés des Australiens à un tour et demi de la fin, mais les Australiens les surprennent au début du dernier tour. Les Italiens reviennent à leur niveau au début de la ligne droite, mais les Australiens les tiennent à distance et gagnent par une longueur et demi d'avance. Les Italiens déposent une protestation pour obstacle, mais elle est rejetée. Les Australiens terminent en un temps de 10,8 secondes. Browne a déclaré plus tard que cette performance l'a convaincu qu'ils allaient gagner la médaille d'or,,.
La finale a lieu le troisième jour de course. Les Australiens considèrent que leurs roues et pneus sont trop lourds, et cherchent donc à acheter l'équipement des Allemands vaincus, de meilleure qualité. Les Allemands acceptent, en disant: « Prenez les nôtres et vous gagnerez la médaille d'or ». L'Australie est à nouveau opposée à la Tchécoslovaquie de Vaclav Machek et Ladislav Foucek. Une des raisons du retour en forme de l'Australie a été le retour de Guyatt dans un rôle de mentor. Guyatt les avait aidés lors des championnats nationaux, mais ils se sont vus adjoindre un autre entraîneur aux Jeux olympiques. Munis de leurs nouvelles machines, Browne et Marchant utilisent une astuce tactique imaginée par Guyatt. Le personnel australien avait remarqué que les Tchécoslovaques faisaient toujours leur dernier effort à partir d'un même point. Lors de la finale, le manager de l'équipe australienne Bill Young se place sur ce point, tandis que l'Australie mène. Lorsque Browne arrive à cet endroit, il empêche l'attaque tchécoslovaque. L'attaque ainsi étouffée, l'Australie s'impose et remporte la médaille d'or,.

### Fin de carrière
En 1957, Tony Marchant arrête le sport, à la grande surprise du milieu cycliste. Il pratique le football australien pour y retrouver ses amis.
Après une année sans cyclisme, il revient à ce sport et devient professionnel en 1958. Il part en Europe avec Ron Murray et Alan McLellan pour y courir sur le circuit professionnel. Leur voyage est infructueux. Le groupe n'emmène pas ses vélos de piste avec lui. Marchant en commande un en Italie, qui n'arrive jamais. Il concourt en Belgique et à Copenhague sur des vélos empruntés. Il ne montre qu'un aperçu de ses capacités. Il remporte la course de La Trobe en Tasmanie en 1961.
Au cours de sa carrière cycliste, Marchant travaille comme apprenti découpeur de chaussures. Après sa retraite sportive, il continue d'exercer ce métier et fait carrière dans l'industrie de la chaussure. Il conçoit et vend des chaussures pour femmes sous la marque « Imps and Cadets ». Il se marie en 1962 et a deux enfants.

## Palmarès

### Jeux olympiques
- Melbourne 1956
  -  Champion olympique du tandem avec Ian Browne